# Coco Chanel et Igor Stravinsky
Pour les articles homonymes, voir Coco Chanel (homonymie) et Chanel.
Pour plus de détails, voir Fiche technique et Distribution.
Coco Chanel et Igor Stravinsky est un film français réalisé par Jan Kounen et sorti en 2009. Il s'agit d'une adaptation du roman Coco et Igor (en) de Chris Greenhalgh (en) paru en 2002 et évoquant une possible relation entre Coco Chanel et Igor Stravinsky.
Le film est présenté hors compétition en clôture du festival de Cannes 2009. Il reçoit des critiques mitigées et n'est pas un succès commercial.

## Synopsis
Début des années 1910, Paris s'ébahit devant les créations de la jeune modiste Coco Chanel. Celle-ci consacre tout son temps à ses deux passions : son métier et son grand amour Boy Capel. De son côté, le chef d'orchestre et compositeur Igor Stravinsky russe présente sa nouvelle œuvre, le ballet Le Sacre du printemps, qui reçoit un mauvais accueil auprès du public et de la critique. Ce n'est que quelques années plus tard, en 1920, que Coco Chanel rencontre Igor Stravinsky, désormais réfugié politique en France. Elle met sa résidence de Garches à la disposition du compositeur et de sa famille. Après la mort de son cher Boy Capel, Coco Chanel va se consoler dans ses bras.

## Fiche technique
- Titre original : Coco Chanel et Igor Stravinsky
- Titre alternatif : Coco et Igor
- Réalisation : Jan Kounen
- Scénario et dialogues : Chris Greenhalgh, Carlo de Boutiny et Jan Kounen, d'après le roman Coco and Igor de Chris Greenhalgh[n 1]
- Musique originale : Gabriel Yared
  - Musiques additionnelles : Le Sacre du printemps, Symphonies d'instruments à vent, Sonate pour piano, Les Cinq Doigts et Cinq pièces faciles d’Igor Stravinsky
- Décors : Marie-Hélène Sulmoni
- Costumes : Chattoune et Fab
- Photographie : David Ungaro
- Son : Vincent Tulli
- Montage : Anny Danché
- Chorégraphie : Dominique Brun (Le Sacre du printemps)
- Production : Claudie Ossard, Chris Bolzli
- Sociétés de production : Eurowide Film Production (France), Hexagon Pictures, Canal+, TPS Star, Cinémage 3
- Société de distribution : Wild Bunch Distribution
- Pays de production :  France
- Langues originales : anglais, français et russe
- Budget : 12 millions d'euros[2]
- Format : couleur — 35 mm — 2.35:1 CinemaScope — son Dolby Digital SRD
- Durée : 118 minutes
- Genre : comédie dramatique et biographique
- (fr) Mention CNC : tous publics (visa d'exploitation no 120990 délivré le 26 octobre 2009)
- Dates de sortie :
  - France : 24 mai 2009 (festival de Cannes, cérémonie de clôture)
  - France : 30 décembre 2009

## Distribution
- Anna Mouglalis : Coco Chanel
- Mads Mikkelsen : Igor Stravinsky

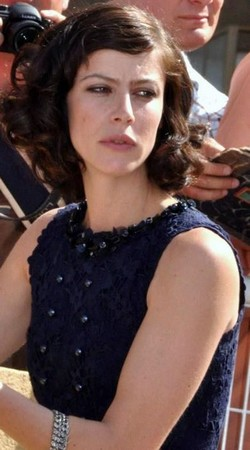
L'actrice principale Anna Mouglalis, pour la présentation du film au Festival de Cannes 2009.

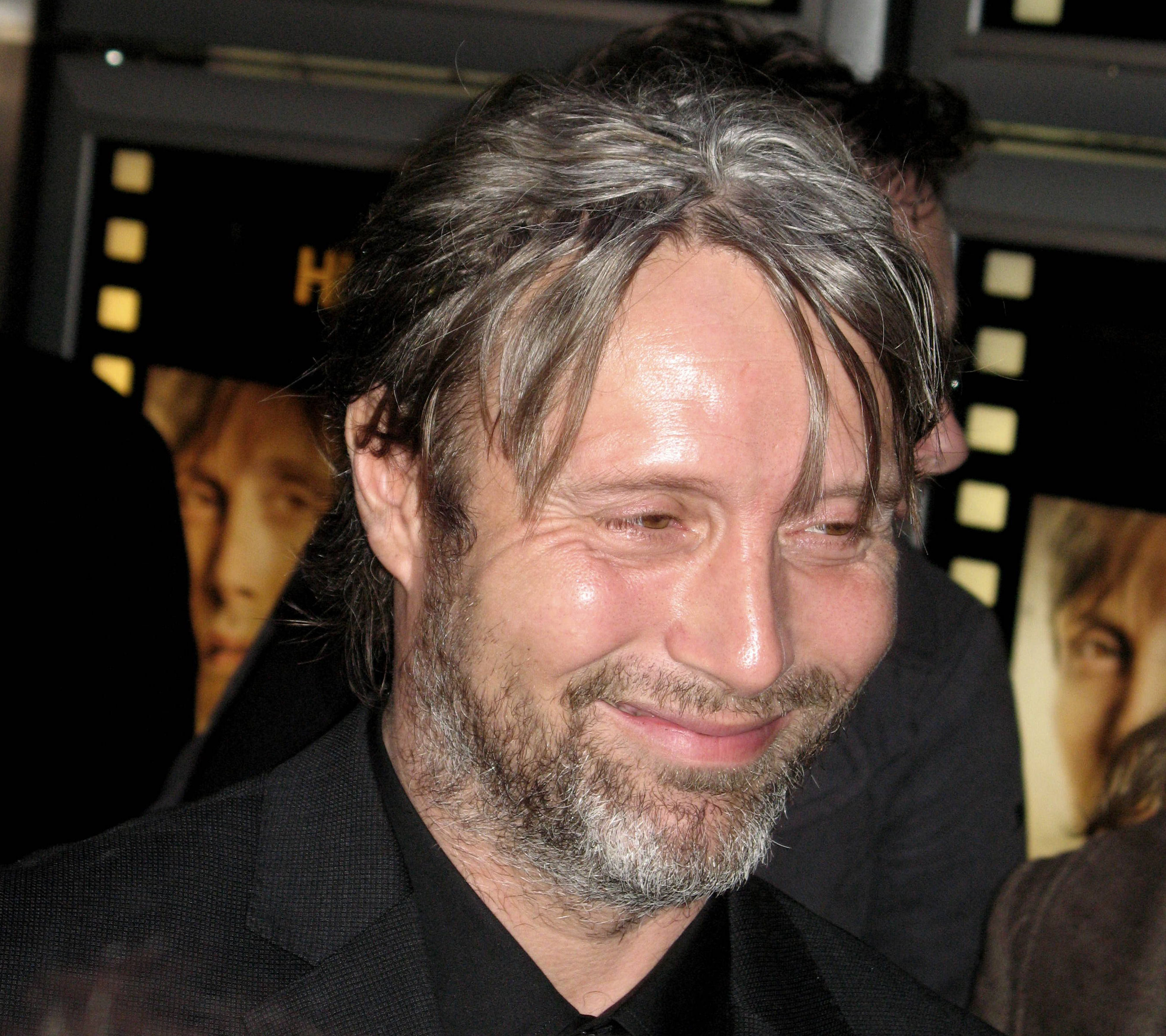
L'acteur danois Mads Mikkelsen, dont c'est le premier rôle en français, l'année de sortie du film.

- Elena Morozova : Catherine Stravinsky
- Natacha Lindinger : Misia Sert
- Grigori Manoukov : Serge de Diaghilev
- Rasha Bukvic : Dimitri Pavlovitch de Russie
- Nicolas Vaude : Ernest Beaux
- Anatole Taubman : Arthur « Boy » Capel
- Clara Guelblum : Milène Stravinsky
- Maxime Daniélou : Théodore Stravinsky
- Sophie Hasson : Ludmilla Stravinsky
- Nikita Ponomarenko : Soulima Stravinsky
- Catherine Davenier : Marie
- Olivier Claverie : Joseph
- Marek Kossakowski : Vaslav Nijinsky
- Jérôme Pillement : Pierre Monteux
- Anton Yakovlev : Anton
- Tina Sportolaro : le secrétaire de Beaux
- Michel Ruhl : le baron
- Marek Tomaszewski : le pianiste
- David Tomaszewski : le premier violon
- Bruno Benne et Pascal Quéneau : danseurs du Sacre du printemps

## Production

### Genèse et développement
William Friedkin devait initialement réaliser cette adaptation cinématographique du roman Coco et Igor (en) de Chris Greenhalgh (en), qu'il voulait faire depuis sa parution en 2002. Ne parvenant pas à financer le film aux Etats-Unis, il rencontre la productrice française Claudie Ossard qui se montre intéressée. Cependant, en avril 2008, il est annoncé que le cinéaste américain quitte le projet en raison de sa santé et d'un désintérêt envers le projet et que Jan Kounen va le remplacer. Peu de temps après cela, William Friedkin contredit cette version et explique — dans un communiqué envoyé à Écran Large — les raisons de son départ :

« Mes raisons pour abandonner la mise en scène de Coco & Igor n’ont rien à voir avec ma santé. Après plus de deux ans de négociations, je ne fais plus confiances aux producteurs, Claudie Ossard et Chris Bolzli. Ils ont donné des informations trompeuses aux investisseurs et n’ont pas réussi à me donner tous les paiements qu’ils m’avaient promis.
Le film n’a jamais été retardé à cause de « l’état de santé de M. Friedkin », comme vous l’avez rapporté de manière erronée. J’ai continué mon travail sur d’autres films et opéras durant toute la durée des négociations frustrantes, et qui ont finalement échouées, avec Mme Ossard et M. Bolzli. Et mes docteurs m’ont heureusement décrété comme en excellente forme.
Vous me citez disant « … Friedkin n’est plus intéressé par Coco & Igor… ». Je ne vous ai jamais dit cela, ni à personne d’autre. »

— William Friedkin, avril 2008
Durant son développement, le film s'intitule un temps Chanel & Stravinsky, l'histoire secrète.

### Attribution des rôles
En 2007, alors que William Friedkin doit réaliser le film, c'est Marina Hands qui est annoncée pour incarner Coco Chanel. Elle sera finalement remplacée par Anna Mouglalis en juillet 2008,.

### Tournage
Le tournage a lieu du 22 septembre au 15 décembre 2008. Il se déroule à Paris (7e et 8e arrondissements) et dans les Alpes-Maritimes.
Karl Lagerfeld a créé la robe portée par Coco Chanel à la fin du film. Le grand couturier allemand a par ailleurs servi de conseiller sur le tournage notamment sur les costumes et les habitudes de Coco Chanel.

## Sortie et accueil

### Critique
Sur le site d'agrégation de critiques Rotten Tomatoes, le film obtient 52% d'avis favorables, pour 94 critiques et une note moyenne de 5,7⁄10. Le consensus suivant résumé les avis collectés : « C'est bien joué et magnifiquement filmé, mais la dramatisation par Jan Kounen de la liaison entre ses célèbres sujets est curieusement peu passionnée. » Sur le site Metacritic, qui utilise une moyenne pondérée, le film obtient la note de 56⁄100 pour 28 critiques.
En France, le site Allociné propose une note moyenne de 2,7⁄5 basée sur 16 titres de presse.

### Box-office
Le film ne rencontre pas de succès au box-office.
| Pays ou région     | Box-office      | Date d'arrêt du box-office | Nombre de semaines |
| ------------------ | --------------- | -------------------------- | ------------------ |
| France             | 132 159 entrées | -                          | -                  |
| États-Unis, Canada | 1 621 226 $     | 21 octobre 2010            | 19                 |
| Total mondial      | 6 055 859 $     | -                          | -                  |